# Nacaome
Nacaome é uma cidade de Honduras e capital do departamento de Valle.